# Eleccions a l'Assemblea de Còrsega de 2010
Les eleccions a l'Assemblea de Còrsega de 2010 van tenir lloc el 14 i el 20 de març de 2010 per a elegir els 51 consellers de l'Assemblea de Còrsega en circumscripció electoral única a dues voltes. El mode d'escrutini fou modificat abans de les eleccions, però de manera diferent de les eleccions continentals: es mantenen el 7% per participar en la segona volta i un 5% per fusionar-se amb una altra llista, i una majoria més feble (9 de 51 seients). A més, les candidatures no prenen la forma de llistes departamentals, sinó d'una llista única per a tota la Col·lectivitat Territorial de Còrsega. Endemés, a diferència de les altres regions franceses, presenta la particularitat que els nacionalistes corsos hi tenen representació, encara que es presenten dividits en dues llistes. La participació fou del 62,38%, molt més alta que a la resta d'eleccions regionals.

## Resultats
| Cap de llista | Cap de llista            | Llista                       | Primera volta | Primera volta | Segona volta | Segona volta | Escons | Escons |
| Cap de llista | Cap de llista            | Llista                       | #             | %             | #            | %            | #      | %      |
| ------------- | ------------------------ | ---------------------------- | ------------- | ------------- | ------------ | ------------ | ------ | ------ |
|               | Camille de Rocca Serra*  | Majoria presidencial         | 27 903        | 21,34         | 39 757       | 27,65        | 12     | 23,53  |
|               | Gilles Simeoni           | Nacionalistes (Inseme – PNC) | 24 057        | 18,40         | 37 224       | 25,89        | 11     | 21,57  |
|               | Paul Giacobbi            | PRG dissident - PS           | 20 242        | 15,48         | 52 661       | 36,62        | 24     | 47,06  |
|               | Dominique Bucchini       | FG                           | 13 107        | 10,02         | 52 661       | 36,62        | 24     | 47,06  |
|               | Émile Zuccarelli         | PRG                          | 10 523        | 8,05          | 52 661       | 36,62        | 24     | 47,06  |
|               | Simon Renucci            | CSD                          | 8 688         | 6,64          | 52 661       | 36,62        | 24     | 47,06  |
|               | Jean-Guy Talamoni        | Nacionalistes (CL)           | 12 236        | 9,36          | 14 159       | 9,85         | 4      | 7,84   |
|               | Jean Toma                | MoDem**                      | 5 554         | 4,25          |              |              |        |        |
|               | Antoine Cardi            | FN                           | 5 438         | 4,16          |              |              |        |        |
|               | Jean-François Baccarelli | AEI                          | 2 428         | 1,86          |              |              |        |        |
|               | Jean-François Battini    | Divers***                    | 599           | 0,46          |              |              |        |        |
|               |                          |                              |               |               |              |              |        |        |
| Inscrits      | Inscrits                 | Inscrits                     | 213 291       | 100,00        | 213 312      | 100,00       |        |        |
| Abstenció     | Abstenció                | Abstenció                    | 80 231        | 37,62         | 66 106       | 30,99        |        |        |
| Votants       | Votants                  | Votants                      | 133 060       | 62,39         | 147 206      | 69,01        |        |        |
| Blancs i nuls | Blancs i nuls            | Blancs i nuls                | 2 286         | 1,72          | 3 405        | 2,31         |        |        |
| Vàlids        | Vàlids                   | Vàlids                       | 130 774       | 98,28         | 143 801      | 97,69        |        |        |

* llista del president sortint
** Jean Toma ha precisat que la seva llista « és una llista centrista operturista sostinguda pel Modem » però que « no hi ha cap "llista Modem" dipositada a la prefectura».
*** Reivindicant la qualitat de "divers", però qualificat de "divers droite"

## Conseqüències
El resultat de les eleccions donà la majoria a la coalició d'esquerres, amb els grups nacionalistes com a àrbitres de la situació. El PNC i Gilles Simeoni formaren el grup Femu a Corsica, que proposà com a president del Consell executiu de Còrsega Jean-Christophe Angelini, mentre que l'esquerra (L'Alternance) hi presentà Paul Giacobbi, que fou finalment el més votat.